# Skip Barber
John "Skip" Barber III, född 16 november 1936 i Philadelphia i Pennsylvania, är en amerikansk racerförare.

## Racingkarriär
Barber började tävla i racing i Formel Ford 1969. Säsongen 1971 köpte han en brittisk formel 1-bil av typen March 711 som han tänkte tävla med i den amerikanska formel 5000-serien. När han var i Europa för att hämta bilen deltog han i Monacos Grand Prix och Nederländernas Grand Prix. Till det första kvalificerade han sig inte och i det senare tvingades han bryta. Han körde sedan de två grand prix-loppen i Nordamerika 1971 vilket han även gjorde säsongen 1972. Han kom i mål i ett lopp då han slutade på sextonde plats i USA 1972.
Barber körde senare GT-racing men han har blivit mer känd efteråt som grundare av Skip Barber Racing School och som initiativtagere till Barber Dodge Pro Series, som är en nybörjarklass i racing i USA. 
I tv-serien Seinfeld har huvudkaraktären Jerry ett klistermärke med texten Skip Barber på kylskåpet. 

## F1-karriär
| Säsong | Stall/Tillverkare              | Poäng | Placering |
| ------ | ------------------------------ | ----- | --------- |
| 1971   | Gene Mason Racing (March-Ford) | 0     | –         |
| 1972   | Gene Mason Racing (March-Ford) | 0     | –         |